# 오베르쉬르우아즈
오베르쉬르우아즈(프랑스어: Auvers-sur-Oise)는 프랑스 파리 북서쪽 외곽, 발두아즈주의 코뮌이다. 파리 중심에서 27.2km(16.9마일) 떨어진 곳에 위치해있다. 이 곳은 여러 유명 예술가들이 다녀간 곳으로 알려져 있으며, 네덜란드의 화가 빈센트 반 고흐(1853~1890)도 이 곳에서 머물다가 이곳에서 사망했다.

## 지리

### 위치
오베르쉬르우아즈는 우아즈강의 오른쪽(서쪽) 강둑에 위치해 있다. 남쪽으로는 메리쉬르우아즈와 다리로 연결되어 있다.

### 지역
- 샤퐁발(Chaponval)
- 코드빌(Corbeville)
- Le Montcel (from Monsellus, small mountain)
- Les Vaissenots or Vessenots
- Le Valhermeil (from Val Hermer, name of the owner during the 12th century)
- Les Vallées

## 예술가들의 마을
19세기에는 폴 세잔, 샤를프랑수아 도비니, 카미유 피사로, 장바티스트 카미유 코로, 노르베르 괴뇌트, 빈센트 반 고흐 등 많은 화가들이 오베르쉬르우아즈에서 살며 활동했다. 도비니의 집은 현재 도비니와 그의 가족, 오노레 도미에 등 그의 친구들이 그린 그림과 시대풍으로 꾸며진 방을 볼 수 있는 박물관으로 쓰이고 있다.
반 고흐는 오베르에서 총으로 자살한 것으로 알려져 있으며, 미국의 화가 찰스 스프레그 피어스(1851-1914)도 오베르에서 사망했다.
오베르쉬르우아즈에서 퐁투아즈로 향하는 강변 산책로를 따라가다 보면 피사로의 그림에 등장했던 여러 풍경을 볼 수 있다.
앙리 루소, 오토 프룬들리히, 피에르 다보발 등 20세기 예술가들 역시 오베르를 자주 방문했다. 아방가르드 예술 그룹인 CoBrA 소속의 예술가 코르네유는 생애의 마지막 몇 년을 이 마을에서 보냈으며 고흐와 몇 미터 떨어진 곳에 묻혔다.

### 빈센트 반 고흐
반 고흐의 주치의였던 폴 가셰는 오베르쉬르우아즈에 살았다. 그는 당시의 아방가르드 예술가들과 친분이 있었으며 이런 인연으로 반 고흐는 오베르로 이사해 그에게 치료를 받았는데, 그는 폴 가셰의 상태가 자신보다 더 나쁘다고 생각했다. 가셰는 반 고흐와 친구가 되었고 고흐는 그에게 두 개의 초상화를 그려주었는데 그 중 하나인 《가셰 박사의 초상화》는 1990년 경매에서 8,000만 달러(4,800만 파운드) 이상으로 팔렸다.

반 고흐는 오베르쉬르우아즈에서 가슴에 총을 쏘아 자살한 것으로 알려져 있다. 그가 사망한 라부 여인숙(Auberge Ravoux) 윗층의 방은 보존되었지만 그가 사용했던 가구는 남아 있지 않다. 반 고흐 연구소는 라부 여인숙의 소유주이며 반 고흐의 방 관광을 관리하고 부엌에 레스토랑을 오픈했다. 오베르쉬르우아즈는 빈센트와 그의 동생 테오 반 고흐의 마지막 안식처였으며, 테오 반 고흐는 6개월 후 네덜란드의 위트레흐트에서 사망했다.

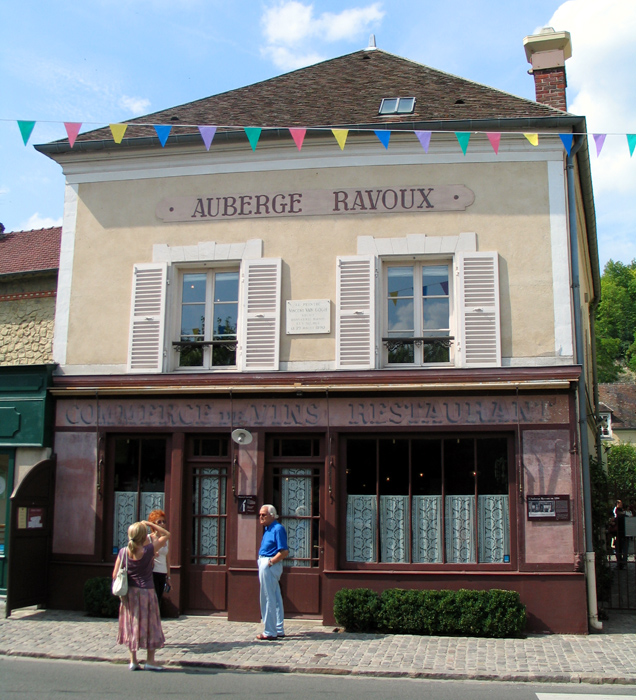
고흐가 죽기 전 70일 동안 하숙했던 라부 여인숙(Auberge Ravoux), 일명 '고흐의 집', 현재는 박물관과 레스토랑으로 쓰이고 있다.
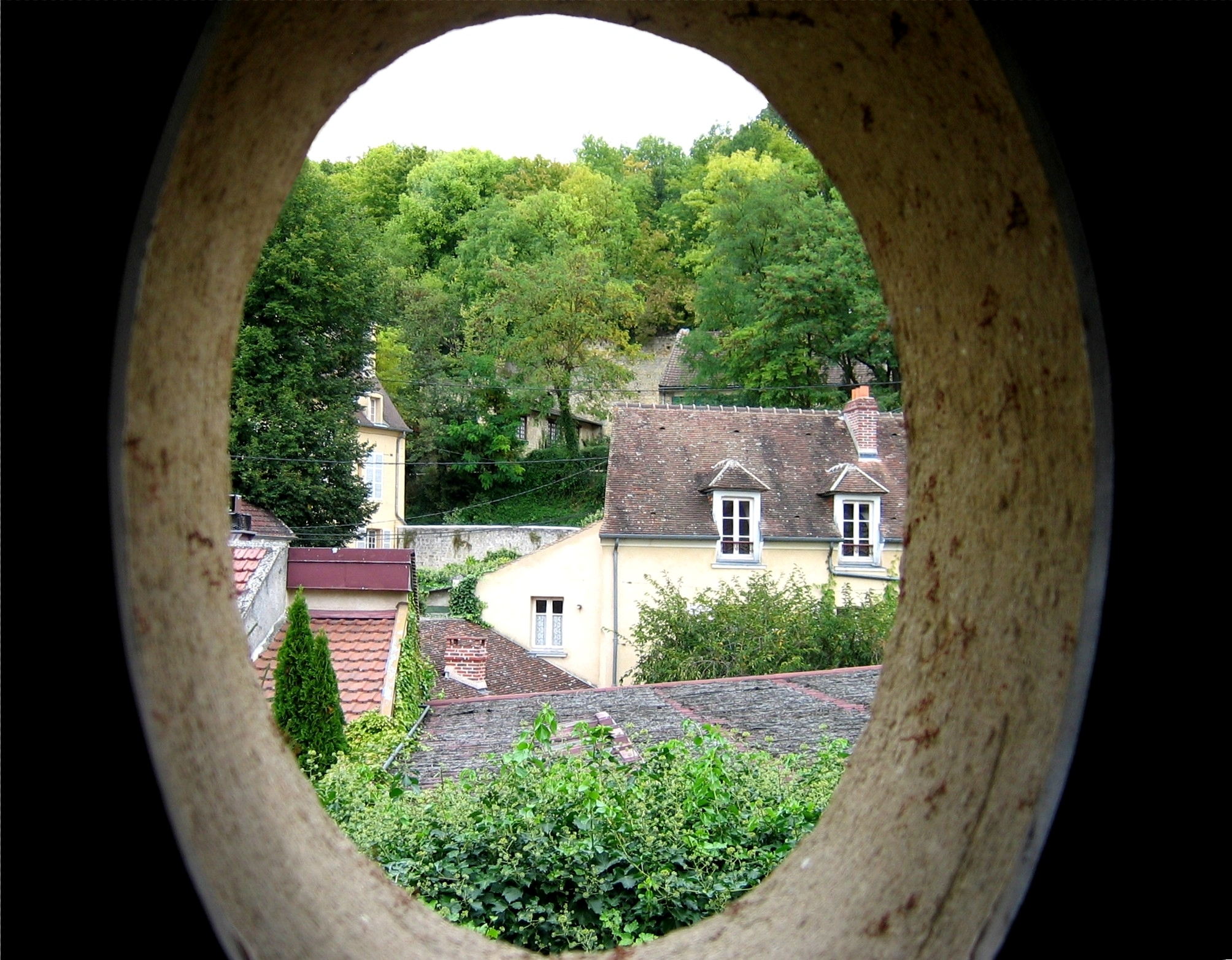
라부 여인숙 윗층의 반 고흐의 방으로 올라가는 계단에서 바라본 풍경
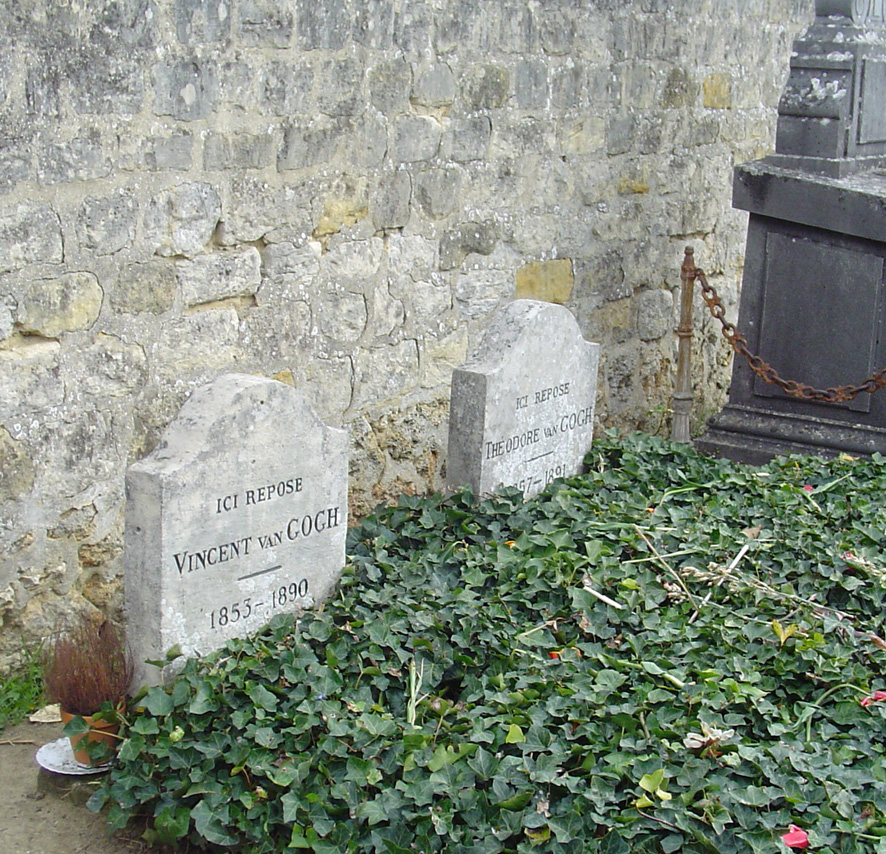
오베르쉬르우아즈에 있는 반 고흐와 그의 동생 테오 반 고흐의 묘지

#### 고흐가 오베르쉬르우아즈에서 그린 작품

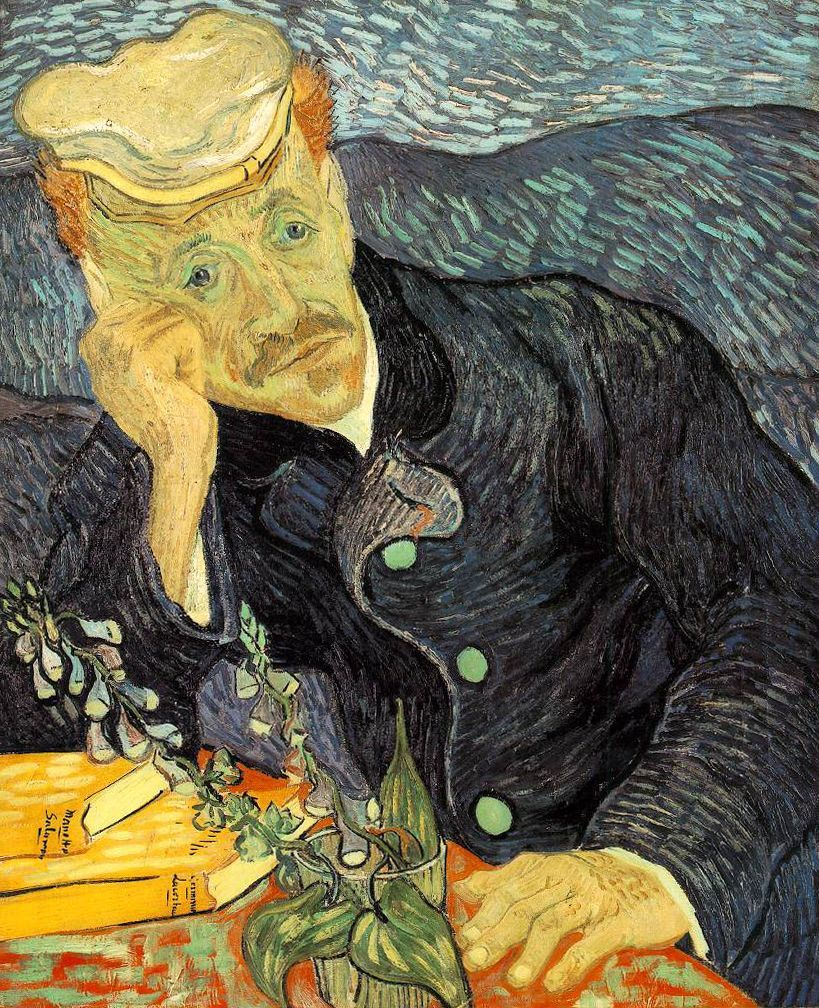
《가셰 박사의 초상》, 빈센트 반 고흐
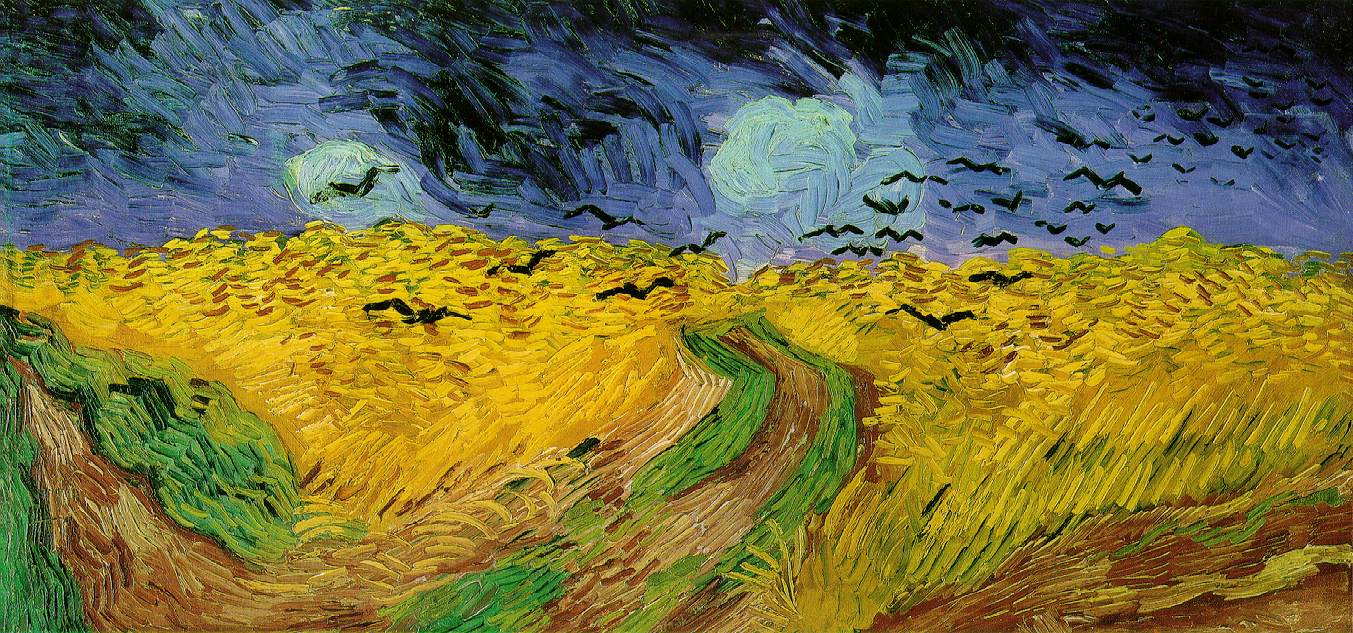
《까마귀가 나는 밀밭》, 빈센트 반 고흐, 1890년, 반 고흐 미술관
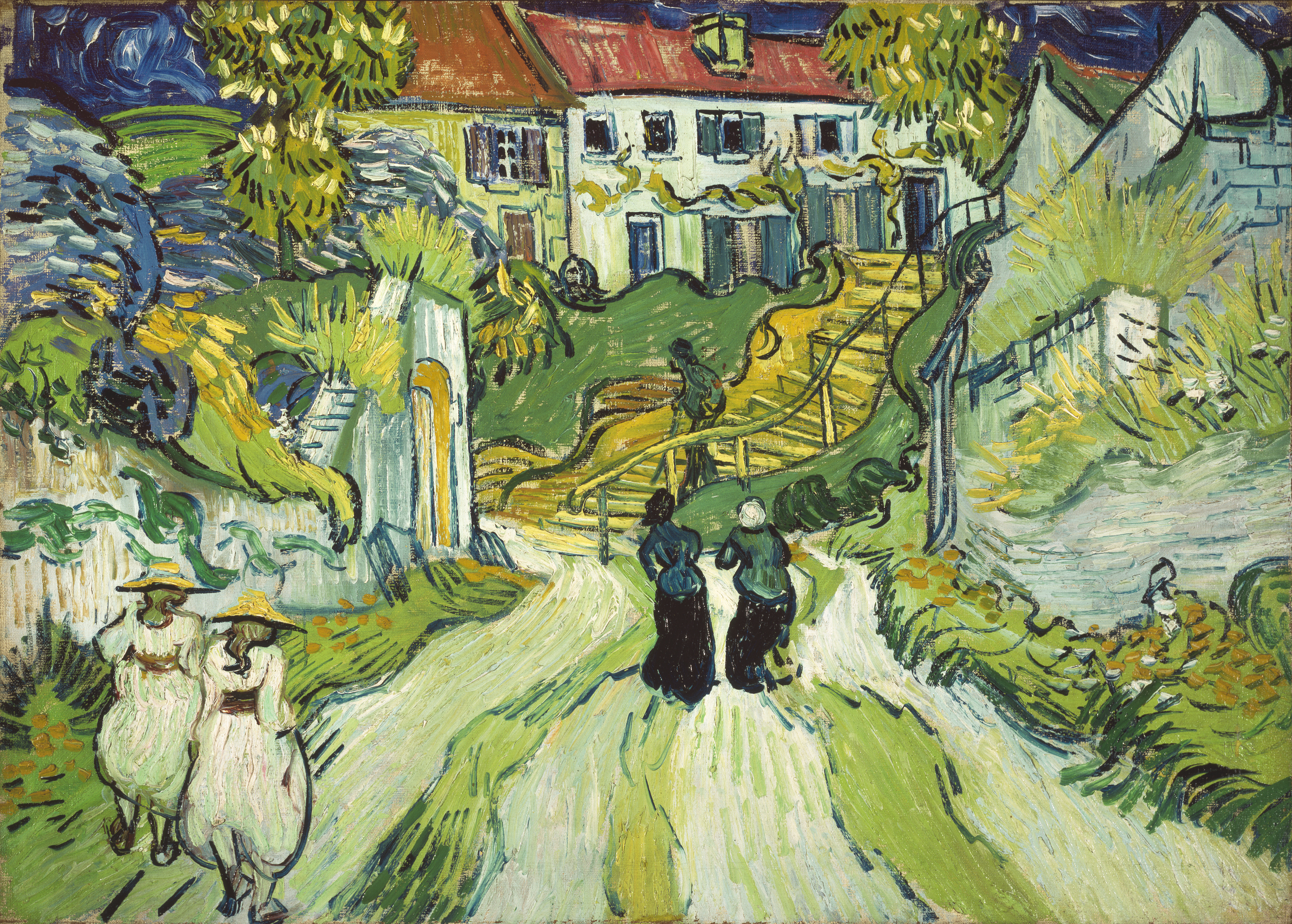
《오베르의 계단》, 빈센트 반 고흐, 1890년 5월, 세인트루이스 미술관
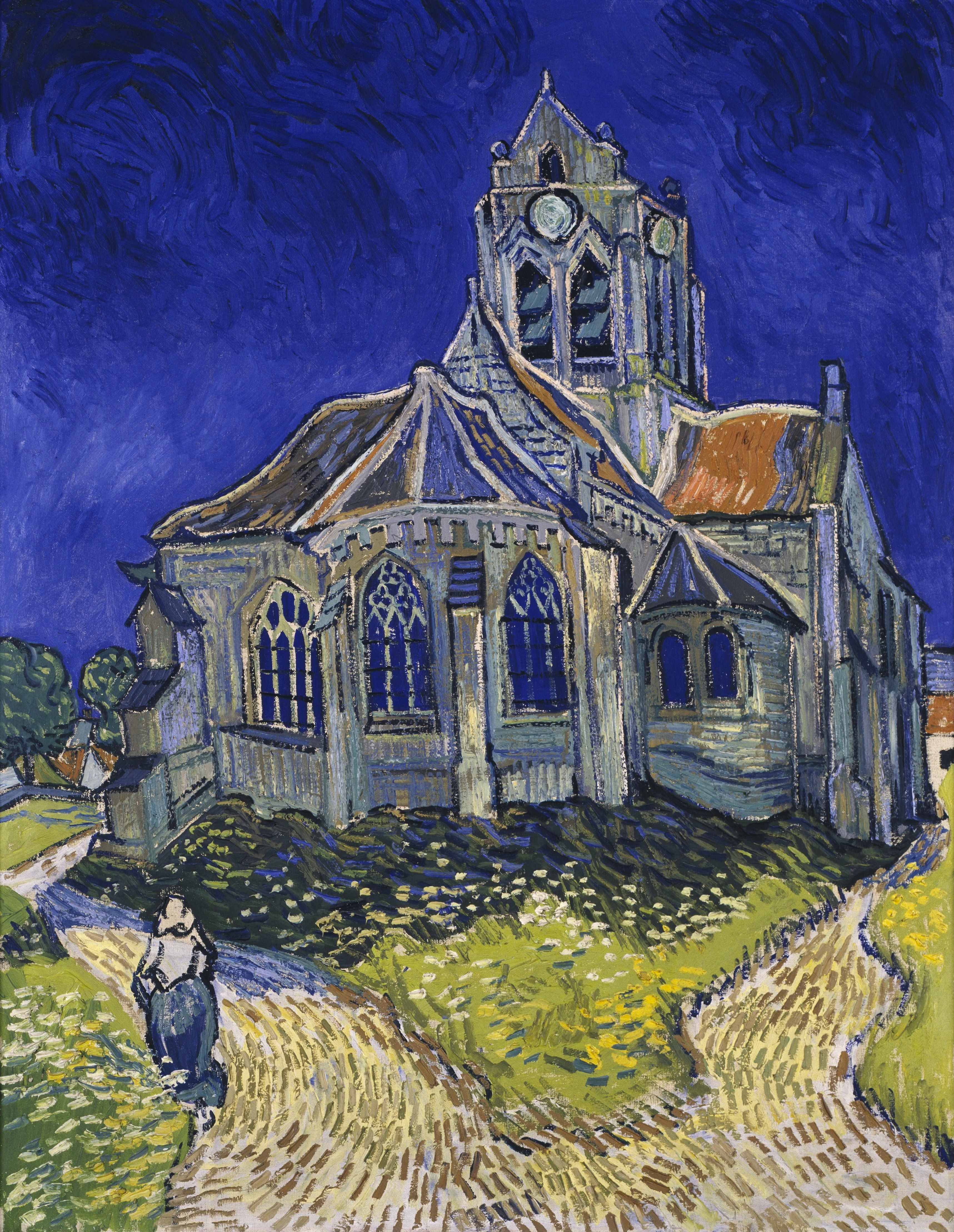
《오베르의 교회》, 빈센트 반 고흐, 1890년 6월, 오르세 미술관
《밤의 하얀 집》, 1890년 6월 16일, 에르미타시 박물관
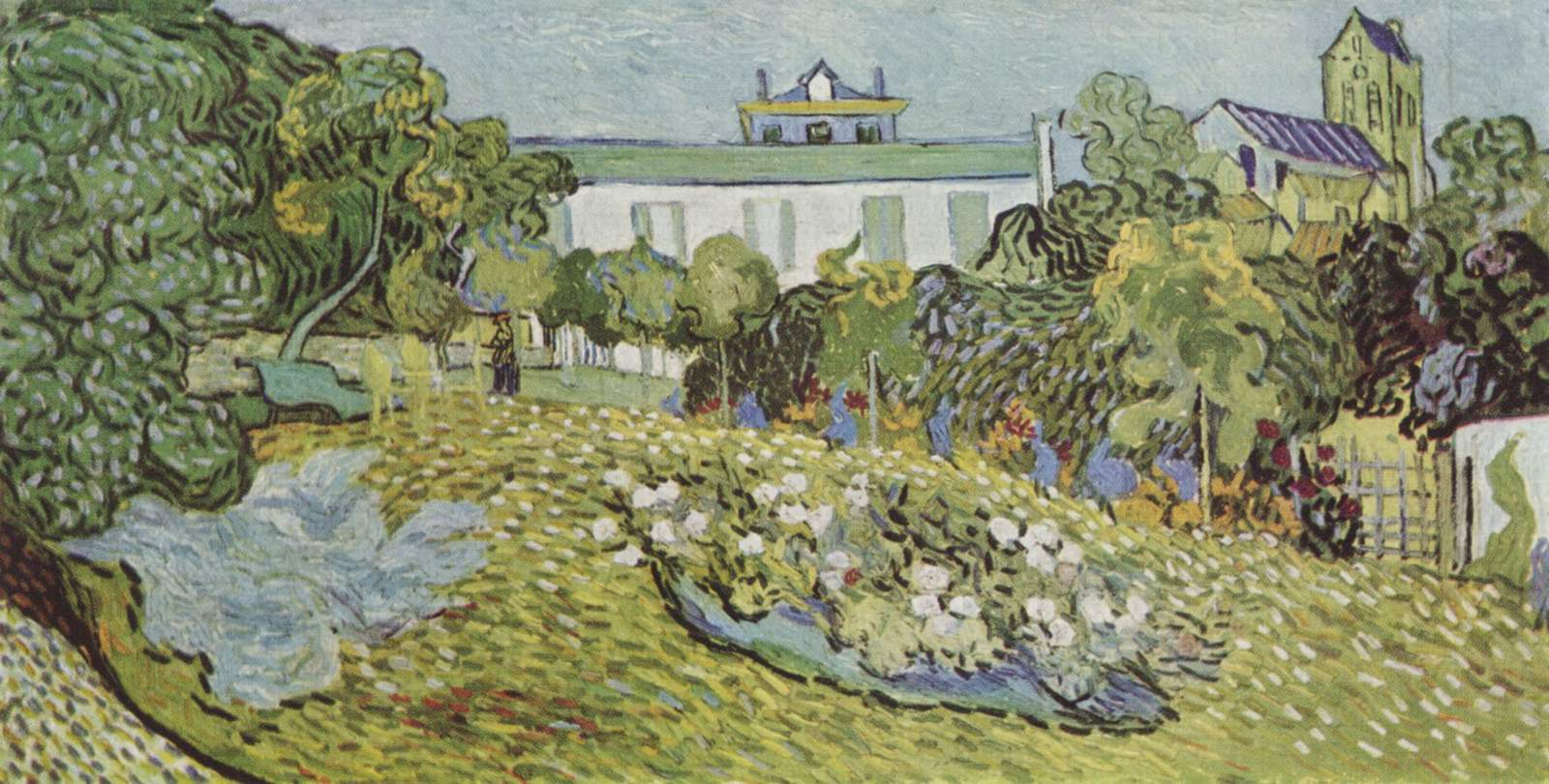
《도비니의 정원》, 빈센트 반 고흐, 1890년 7월, 히로시마 미술관
《아들린 라부의 초상화》, 1890년, 클리블랜드 미술관

### 예술 작품 속 오베르쉬르우아즈

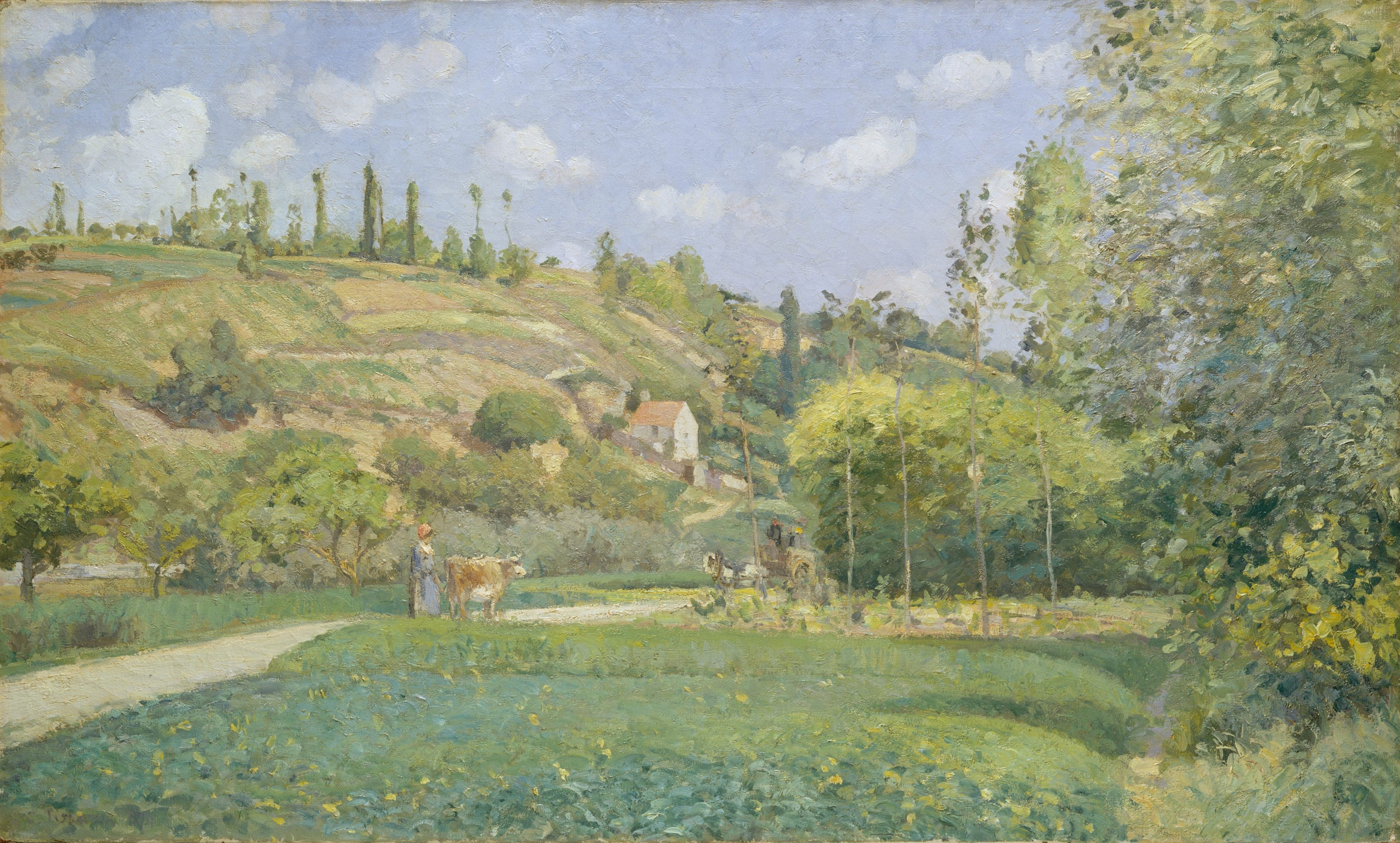
《오베르쉬르우아즈 발헤르메이의 소 치는 사람》, 카미유 피사로, 1874년, 메트로폴리탄 미술관
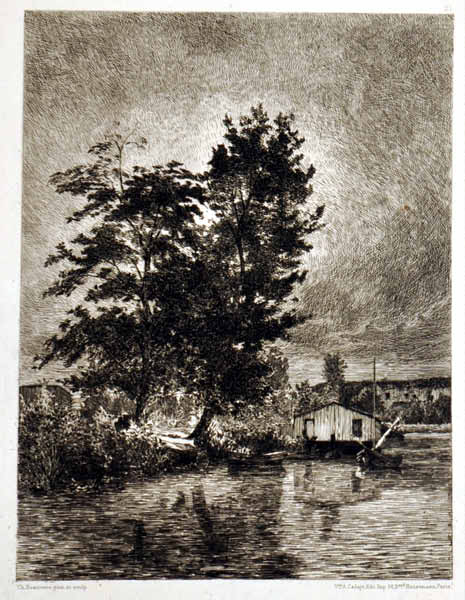
Auvers-sur-Oise (Bâteau lavoir à Auvers), Charles Beauverie, 1870년경
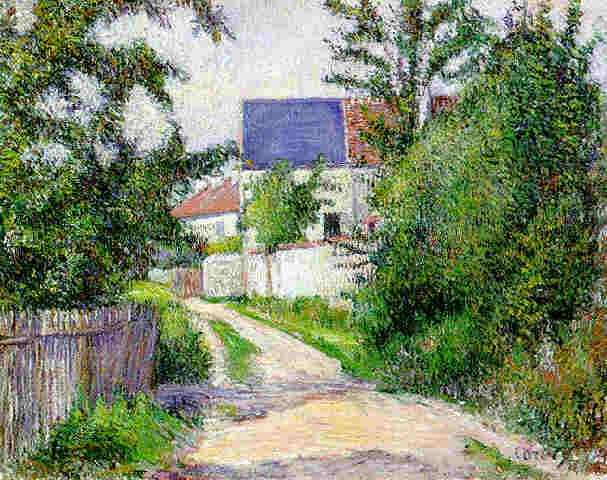
《오베르쉬르우아즈의 골목길》, 프레데릭 코르데, 1903년경
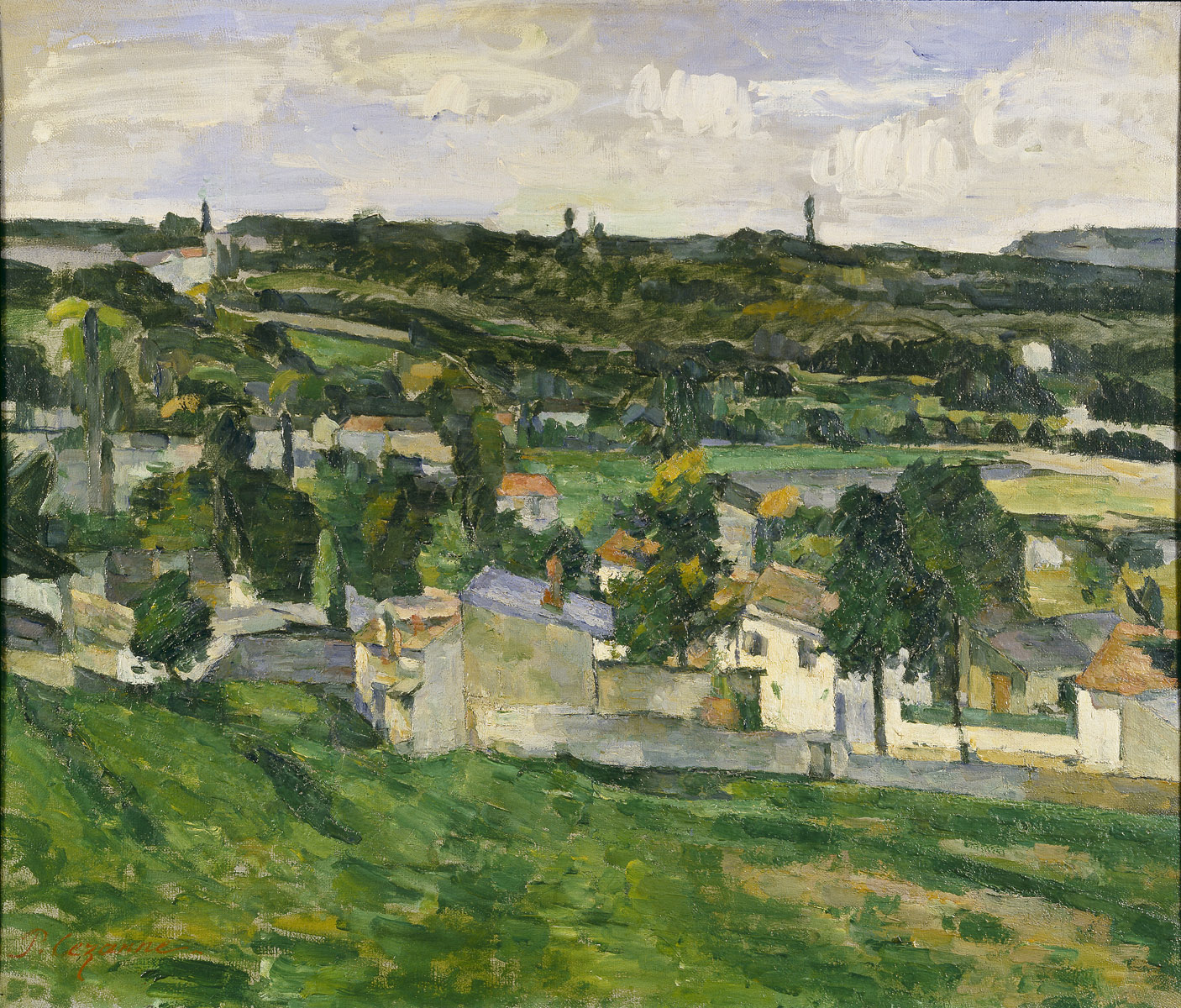
《오베르쉬르우아즈의 풍경》, 폴 세잔, 1879~1880년경

## 인구 통계
| 연도 | 인구  | ±% p.a. |
| ---- | ----- | ------- |
| 1793 | 1,754 | —       |
| 1800 | 1,635 | −1.00%  |
| 1806 | 1,708 | +0.73%  |
| 1821 | 1,705 | −0.01%  |
| 1831 | 1,806 | +0.58%  |
| 1836 | 1,522 | −3.36%  |
| 1841 | 1,530 | +0.10%  |
| 1846 | 1,547 | +0.22%  |
| 1851 | 1,553 | +0.08%  |
| 1856 | 1,574 | +0.27%  |
| 1861 | 1,648 | +0.92%  |
| 1866 | 1,635 | −0.16%  |
| 1872 | 1,720 | +0.85%  |
| 1876 | 1,638 | −1.21%  |
| 1881 | 1,713 | +0.90%  |
| 1886 | 1,936 | +2.48%  |
| 1891 | 2,063 | +1.28%  |
| 1896 | 2,255 | +1.80%  |

| 연도 | 인구  | ±% p.a. |
| ---- | ----- | ------- |
| 1901 | 2,402 | +1.27%  |
| 1906 | 2,544 | +1.16%  |
| 1911 | 2,681 | +1.05%  |
| 1921 | 2,961 | +1.00%  |
| 1926 | 3,132 | +1.13%  |
| 1931 | 3,240 | +0.68%  |
| 1936 | 3,163 | −0.48%  |
| 1946 | 3,345 | +0.56%  |
| 1954 | 3,172 | −0.66%  |
| 1962 | 3,772 | +2.19%  |
| 1968 | 5,124 | +5.24%  |
| 1975 | 5,808 | +1.81%  |
| 1982 | 5,722 | −0.21%  |
| 1990 | 6,129 | +0.86%  |
| 1999 | 6,820 | +1.19%  |
| 2007 | 6,917 | +0.18%  |
| 2012 | 6,846 | −0.21%  |
| 2017 | 6,908 | +0.18%  |

|  | 기술적 문제로 인해 그래프를 일시적으로 사용할 수 없습니다. 파브리케이터와 미디어위키 위키에 더 자세한 정보가 있습니다. |

## 행정
1948년 8월 1일, 오베르쉬르우아즈의 영토 17%가 분리되어 뷔트리쉬르우아즈 코뮌이 되었다.
현재 시장은 Isabelle Mézières로, 그녀는 2014년에 처음 선출되어 2020년 3월에 재선했다.
오베르쉬르우아즈의 시청사는 고흐의 《오베르의 시청》으로 유명하다.

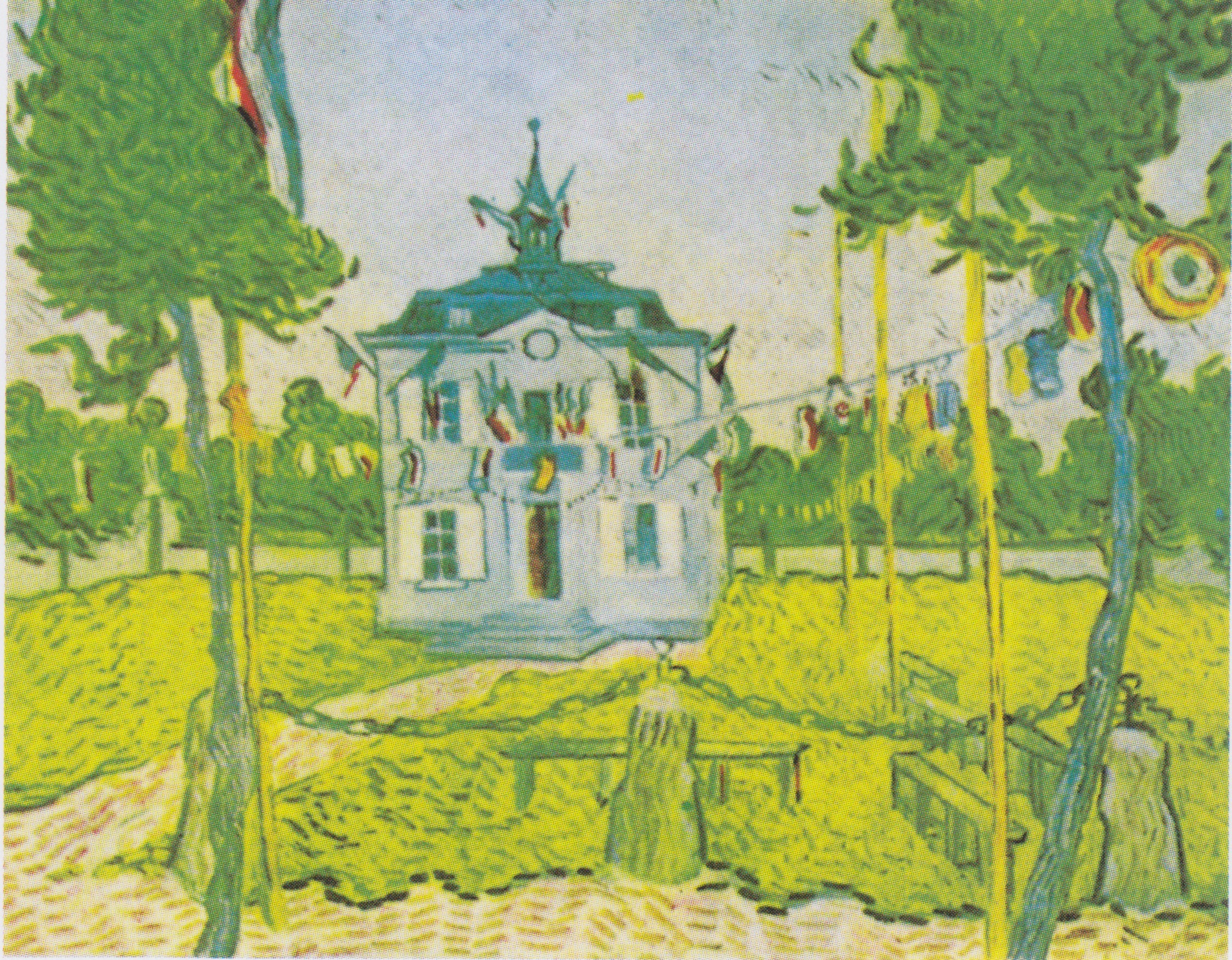
고흐가 1890년 7월에 그린 《오베르의 시청》
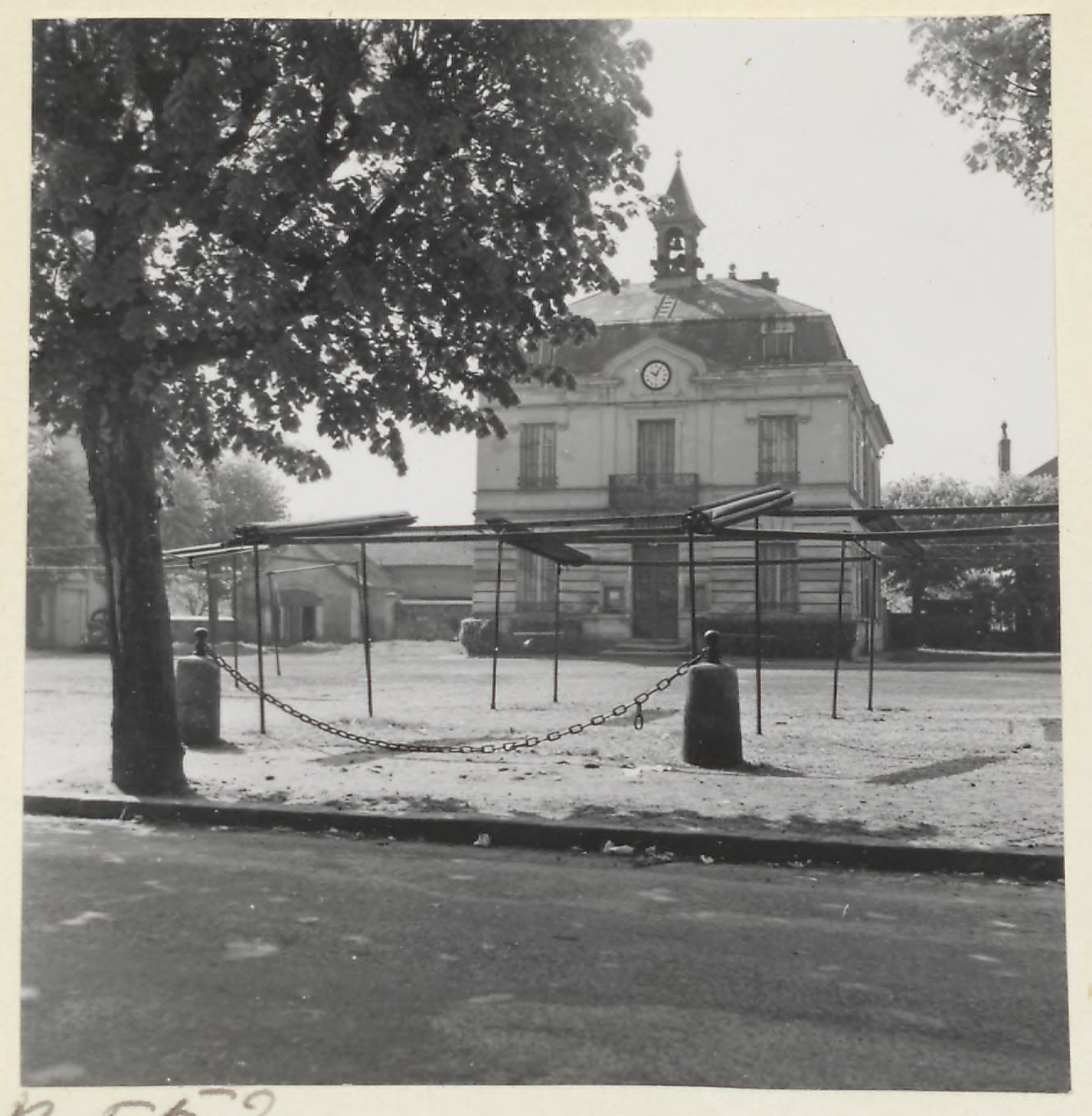
1951년 또는 1952년경에 촬영한 시청사
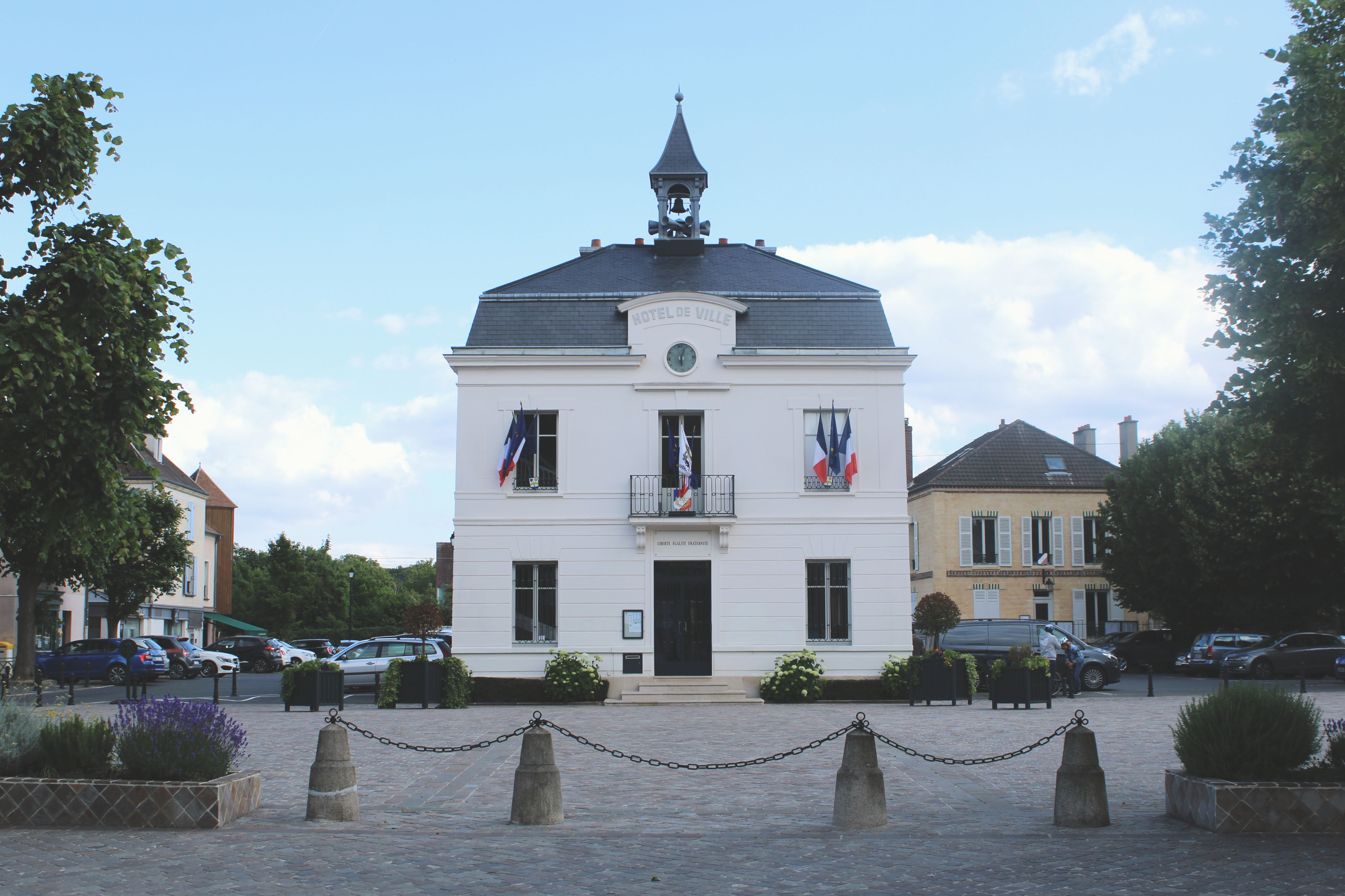
2016년에 보수한 시청사

## 문화

### 기념물
루이 6세(1081-1137)는 오베르에 영지를 소유하고 있었는데, 그는 종종 사냥을 하러 그곳을 찾곤 했다. 1131년, 왕세자이자 후임왕이었던 그의 아들 필리프는 센강 주변에서 말을 타고 가다 검은 돼지가 갑자기 나타나 낙마하여 죽었다. 그의 매장지에는 예배당이 세워졌고, 이후 이곳은 Notre-Dame de l'Assomption 교회가 되었으며, 1915년에 역사적 기념물로 지정되었다. 이 건물은 왕실 영지와 함께 도시 유산의 중요한 역사적 부분을 대표하는데, 샤를프랑수아 도비니, 부르주, 베르나르, 피어스, 바스타드, 보지오, 위켄든 등 많은 유명 화가들이 19세기에 이곳에 방문했다.

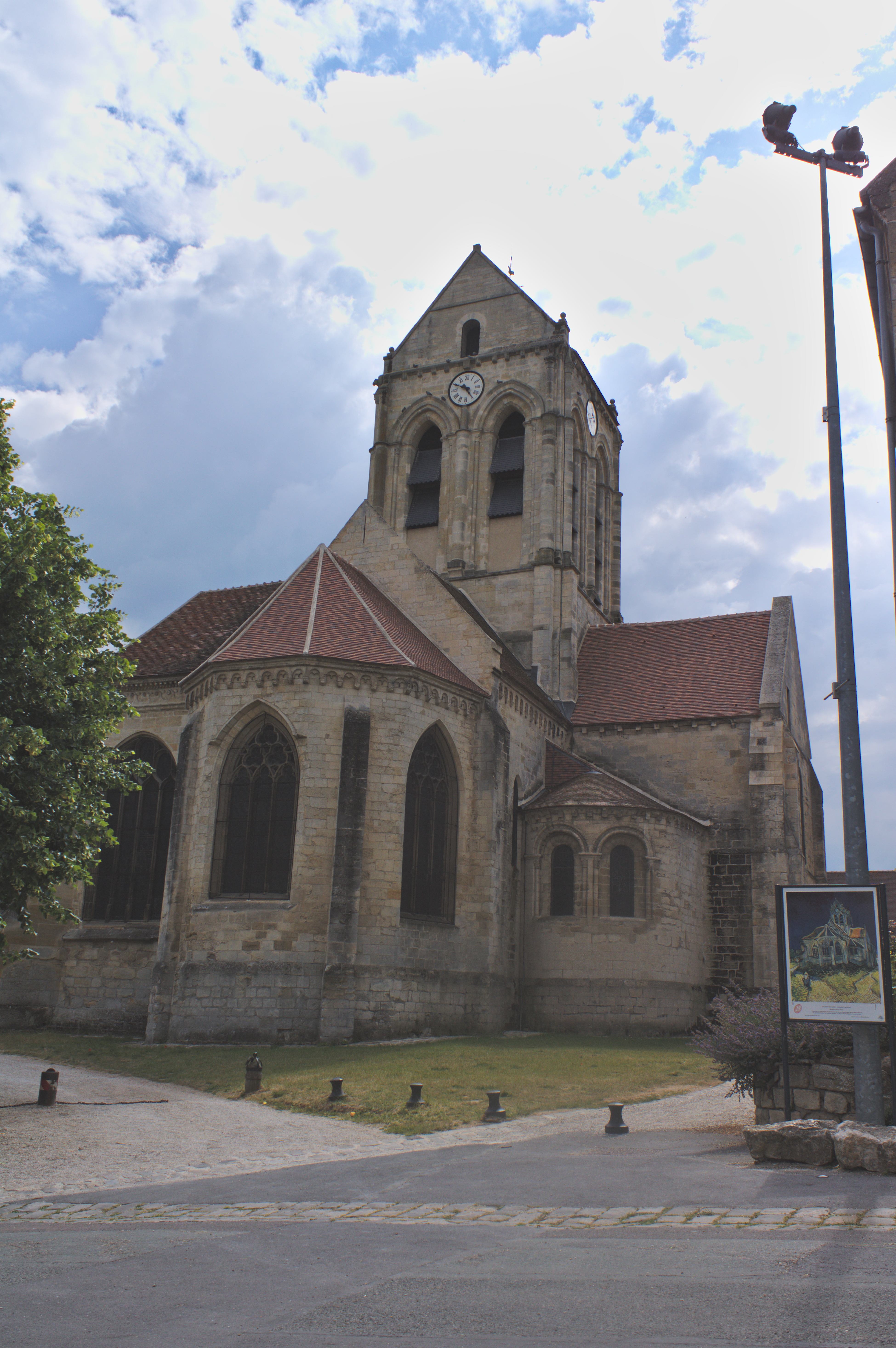
고흐의 작품 《오베르의 교회》 속 교회
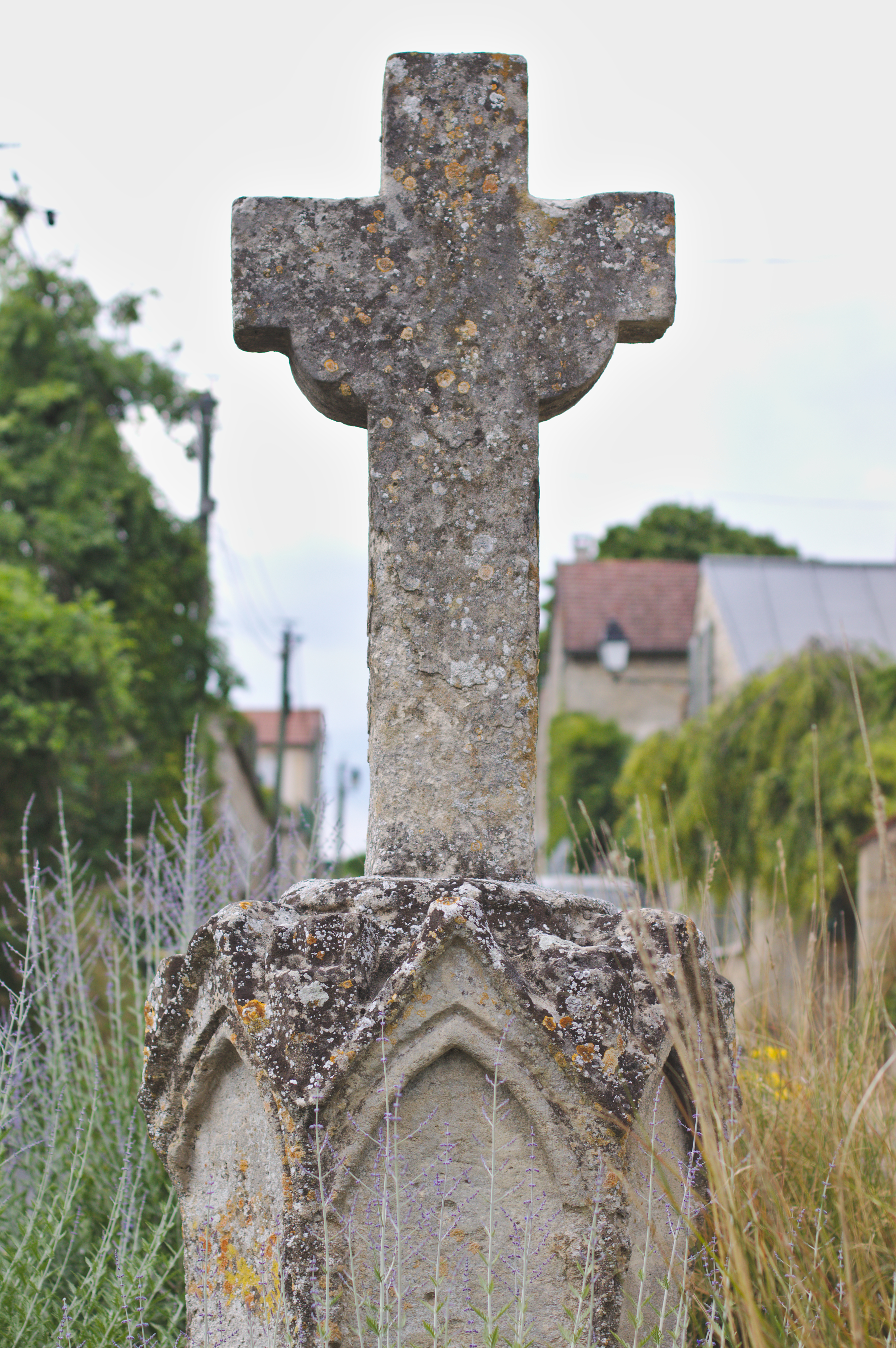
Croix du Montcel
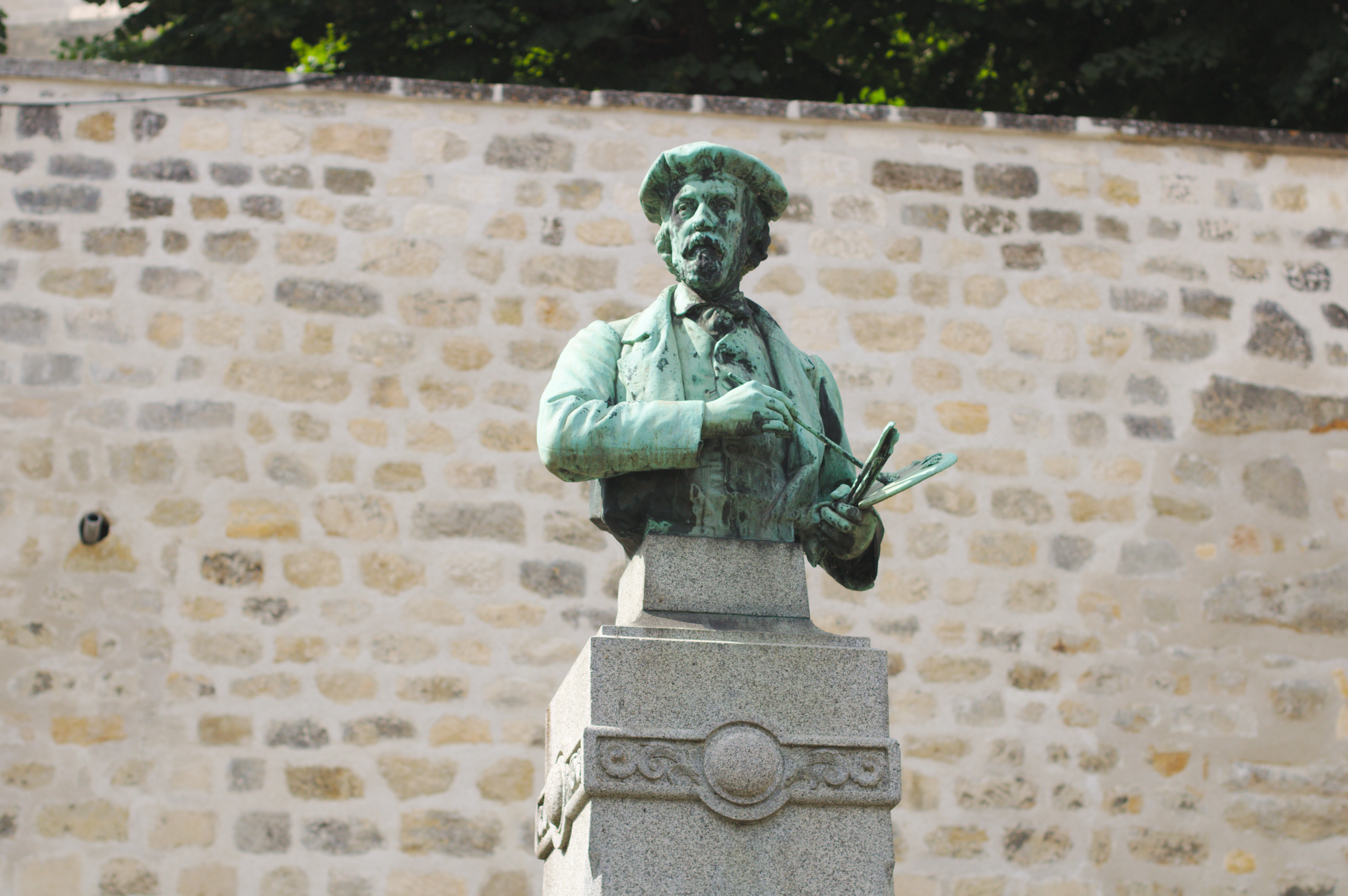
샤를프랑수아 도비니의 흉상, 1906년 6월 17일

### 박물관
- 콜롬비에르 저택에 위치한 도비니 박물관은 1986년 관광안내소에 의해 설립되었다. 이 박물관은 도비니의 그림, 드로잉, 조각품 등 약 100개의 작품을 소장하고 있다. 도비니는 1860년대에 오베르쉬르우아즈에서 18년 동안 살았다. 그는 "보틴"이라는 작업용 보트를 소유하고 있었는데, 그 보트에서 강가 풍경을 그리곤 했고 아들 칼과 함께 항해를 즐겼다. 그러자 그의 많은 친구들도 풍경을 그리기 위해 오베르로 왔다. 이 박물관은 주로 전인상주의를 다루며 2012년부터 시립 박물관이 되었다.
- 칼레(rue Callé) 거리에는 술 역사 박물관인 압생트 박물관(musée de l'absinthe)이 위치해 있다.